# レーティッシュ鉄道ABe4/4 31-37形電車

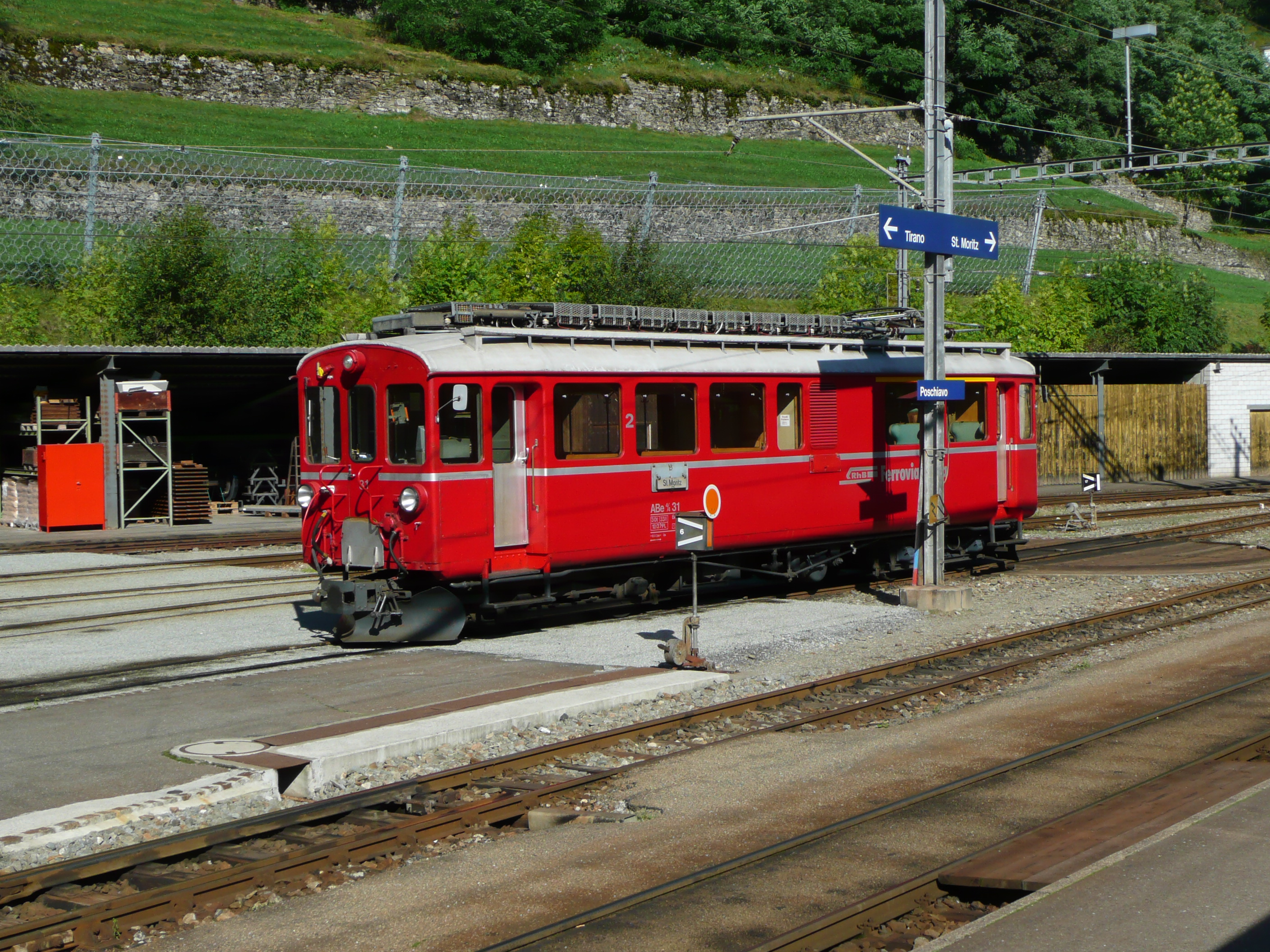
ABe4/4 31号機、ポスキアーヴォ駅

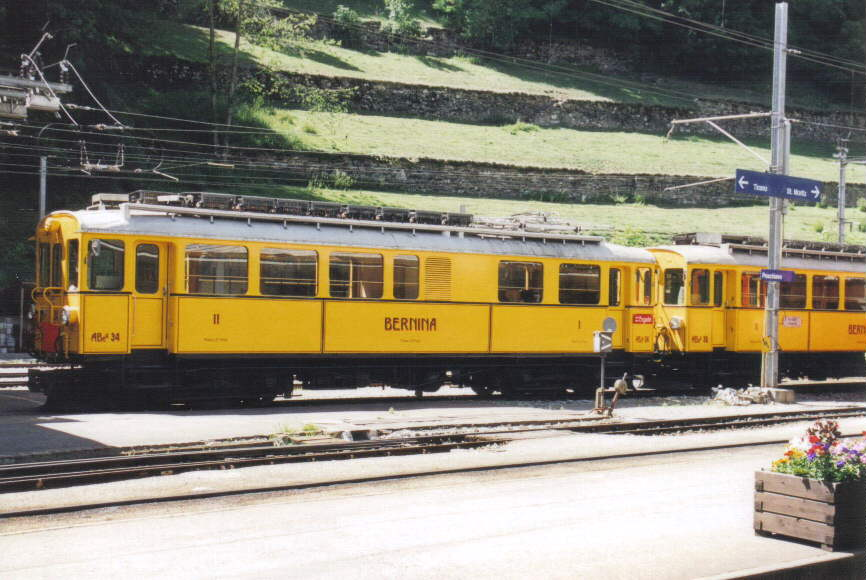
ABe4/4 34号機、ポスキアーヴォ駅、ベルニナ鉄道時代の復元塗装機

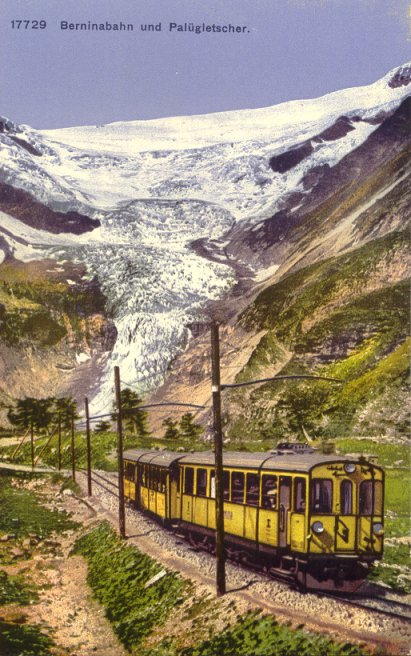
本形式の原形式であるBCe^{4} 1-14形、ベルニナ鉄道開業直後の1910年頃の彩色絵葉書

レーティッシュ鉄道ABe4/4 31-37形電車（レーティッシュてつどうABe4/4 31-37がたでんしゃ）は、スイスのレーティッシュ鉄道（Rhätischen Bahn (RhB)）のベルニナ線（Berninabahn）の山岳鉄道用電車である。

## 概要
1908年から1910年にかけてにベルニナ鉄道として開業したレーティッシュ鉄道のベルニナ線は開業当初はDC 750 Vで、その後1935年からはDC 1000 Vで電化されており、旅客列車および貨物列車は電車による牽引での運転とすることとして導入された機体が原形式BC4 1-14形として1908-09年に14両が製造された本形式で、70パーミルの急勾配での運転に対応した山岳鉄道用の電車となっており、車体、機械部分、台車の製造をSIG、電機部分、主電動機の製造をAlioth（のちにBBCに合併）が担当し、抵抗制御による定格出力206 kW / 750 Vもしくは265 kW / 1000 V、最大牽引力76.5 kNを発揮する強力機で価格は1両65,000スイス・フランとなっている。その後、BC4 1-14形はBCe4/4 1-14形に形式変更され、1922年には忌み番のため利用者に不評であった13号機が15号機に改番されたことによりBCe4/4 1...15形となり、一部の機体は廃車となったものの、最終的には計7両が制御装置および主電動機など電機品の更新により架線電圧DC 1000 VおよびDC 2200 Vの複電圧対応に改造してクール・アローザ線兼用機とされたABe4/4 31-34号機と1000 V用のまま電機品を更新したベルニナ線専用機のABe4/4 35-37号機となったほか、4両が事業用機に改造されて使用されており、製造後100年が経過した現在でもABe4/4 34号機および事業用機に改造されたXe4/4 9923、9924号機の計3両が使用されている。なお、本形式は準同形機であるBCFe4 21-23形→ABe4/4 30形、BDe4/4 38形とともにABe4/4I形と総称されることもあり、また、複電圧機であるABe4/4 31-34形と1000 V専用のABe4/4 35-37形に分けて扱われることもある。各機体の経歴は以下の通り。
| 製造時機番 | 改造                                             | BCe4/4 1...15形 →BCe4/4 31-37形改造 | 1956年称号改正 | 改造                                                           | 廃車                                             |
| ---------- | ------------------------------------------------ | ----------------------------------- | -------------- | -------------------------------------------------------------- | ------------------------------------------------ |
| BCe4/4 1   |                                                  | BCe4/4 31 1947年3月31日             | ABe4/4 31      | 車体更新 1958年12月24日 ABe4/4 32、34との重連総括制御化 1987年 | 2009年10月6日                                    |
| BCe4/4 2   |                                                  | BCe4/4 32 1946年4月25日             | ABe4/4 32      | 車体更新 1965年12月24日 ABe4/4 30、31との重連総括制御化 1987年 | 2009年12月8日                                    |
| BCe4/4 3   | 電機品更新 1944年7月1日                          |                                     | ABe4/4 3       |                                                                | 1969年                                           |
| BCe4/4 4   |                                                  | BCe4/4 34 1946年4月25日             | ABe4/4 34      | 車体更新 1962年6月29日 ABe4/4 30、31との重連総括制御化 1986年  | 運用中                                           |
| BCe4/4 5   |                                                  | BCe4/4 33 1947年6月27日             | ABe4/4 33      |                                                                | 1962年5月8日                                     |
| BCe4/4 6   | 電機品更新 1941年2月5日                          |                                     | ABe4/4 6       | Xe4/4 9921へ改造 1960年5月7日                                  | 1970年廃車 1973年解体                            |
| BCe4/4 7   | 電機品更新 1935年4月19日                         |                                     | ABe4/4 7       |                                                                | 1965年廃車 1972年解体                            |
| BCe4/4 8   | 電機品更新 1940年1月26日                         |                                     | ABe4/4 8       |                                                                | 1965年廃車 1967年解体                            |
| BCe4/4 9   | Xe4/4 9920へ改造 および電機品更新 1953年12月31日 |                                     | Xe4/4 9920     |                                                                | 1998年                                           |
| BCe4/4 10  |                                                  | BCe4/4 35 1949年6月22日             | ABe4/4 35      | 車体更新 1975年9月19日                                         | 2010年4月7日 ブロネイ-シャンビィ博物館鉄道へ譲渡 |
| BCe4/4 11  | 電機品更新 1938年3月6日 車体更新 1955年9月22日   |                                     | ABe4/4 11      |                                                                | 1976年                                           |
| BCe4/4 12  |                                                  | BCe4/4 37 1951年7月14日             | ABe4/4 37      | 車体更新 1969年6月16日 Xe4/4 9923へ改造 1996年                 | 運用中                                           |
| BCe4/4 13  | 電機品更新 1939年3月15日                         |                                     | ABe4/4 15      |                                                                | 1969年廃車 1971年解体                            |
| BCe4/4 14  |                                                  | BCe4/4 36 1950年11月22日            | ABe4/4 36      | 車体更新 1968年7月9日 Xe4/4 9924へ改造 1998年                  | 運用中                                           |

1. ↑  10号機までは1908年製造、11号機以降は1909年製造
2. ↑  客室等級が1から3等までの3等級から1、2等のみの2等級となり、称号もそれぞれ"A""B""C"から"A""B"となった
3. ↑  アルプ・グリュムにて火災事故
4. ↑  1951年1月3日アルプ・グリュムにて雪崩事故に遭った機体を再生
5. ↑  Museumsbahn Blonay-Chamby（BC）
6. ↑  1922年1月10日、BCe4/4 15号機へ改番

## BC^{4} 1-14形→BCe4/4 1...15形

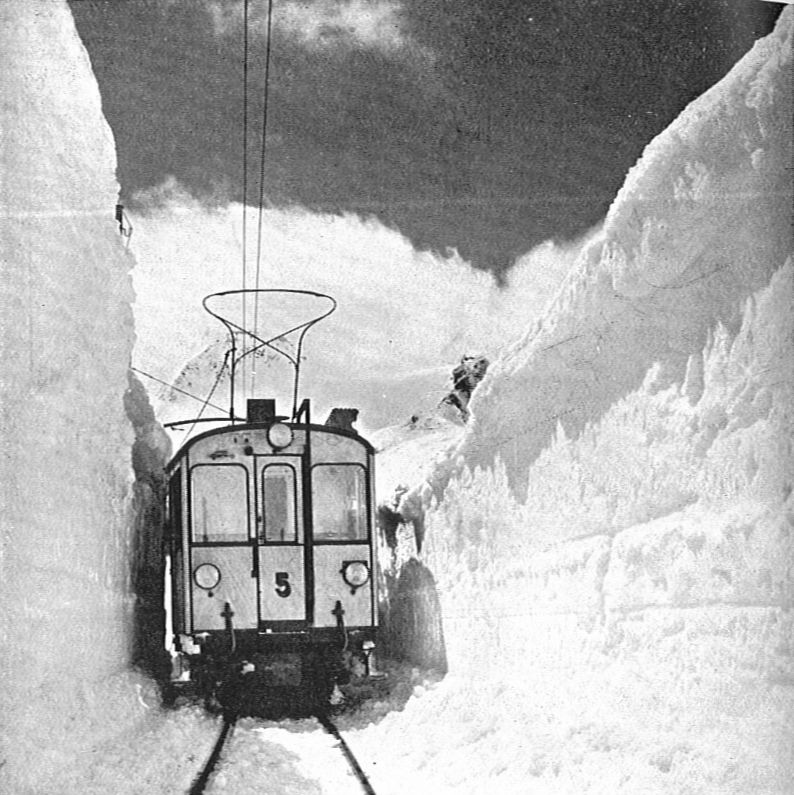
BC^{4} 5号機、原形は車体に型帯が入り、大型のビューゲルを搭載、厳冬期のベルニナ峠頂上付近を走行中、1914年

## BC41-14形→BCe4/4 1...15形

### 車体
- 車体は木鉄合造で、台枠は鋼材のリベット組立式でトラス棒付、その上に木製の車体骨組および屋根を載せて前面および側面外板は鋼板を木ねじ止めとしたものとし、屋根は屋根布張り、床および内装は木製とした構造で、これは急勾配のベルニナ鉄道での牽引定数の制限からなるべく軽量化を図るために採用された工法で、客車などでも同様の構造としていた。
- 車体は両運転台式で前後端部の側面が内側に絞り込まれた形状となっている。前面は切妻式で窓下および窓枠、車体裾部に型帯が入る貫通式のもので、貫通渡り板付の貫通扉の左右に下部左右隅部R無、上部左右隅部はR付きとした運転室窓があり、その下部の左右2箇所と上部中央に1箇所大型の丸形前照灯を引掛式に設置しており、車体裾部左右にも同じく引掛式の前照灯および標識灯を増設可能となっている。
- 車体の側面は前面同様に窓下や窓枠、車体裾部に型帯が入るもので、窓扉配置1D414D1（運転室窓-乗降扉-3等室窓-洗面所窓-2等室窓-乗降扉-運転室窓）である。車体両端は長さ1490 mmで、有効幅605 mmの引戸の乗降扉が設置された運転室兼デッキで、その間に前位側から長さ3200 mmの2等室[7]、950 mmの便所と洗面所、5640 mmの3等室[8]の順に客室が配置され、それぞれの客室は開戸付の仕切壁で仕切られている。また、客室窓は幅1200 mm、高さ850 mmで床面から920 mmの位置に設置された下降窓で下降幅は540 mmとなっている。また、床面高さは1045 mmでホームからは乗降扉の外側下部設置された2段のステップを経由して乗車するほか、乗降扉は引戸であるが戸袋はなく、運転室兼デッキの車体両端側室内へ引き込まれる。
- 1等室は2+1列の3人掛けでシートピッチ1600 mm、2等室は2+2列の4人掛けでシートピッチ1410 mmの固定式クロスシートで、2等室が2ボックス、3等室は4ボックスとなっている。1等室の座席は座面幅610または1130 mmのヘッドレスト付きでモケット貼り、2等室のものは幅890 mmでヘッドレストの無い木製ニス塗りのベンチシートとなっている。そのほか天井は白、側壁面は木製ニス塗り、荷棚は座席上枕木方向に設置されており、唐草模様の装飾付の金具が使用されている。
- 乗降用のデッキと共用の運転室は運転士が立って運転する形態で、正面中央の貫通扉の左側に力行および発電ブレーキ用の大形のマスターコントローラーが、右側にブレーキ用の小形のコントローラーおよび手ブレーキハンドルが設置されており、運転士は状況に応じて運転室内を移動しながら運転を行う。また、運転室兼デッキの側面窓は下降窓となっている。
- そのほか、連結器は両端の台車枠に設置されるねじ式連結器で、緩衝器が中央、フック・リングがその左右にあるタイプであり、その下部にスノープラウが装備されているほか、屋根上には大形のビューゲルが2基とトルペード式のベンチレーター5基およびランボードが設置され、後位側の正面には屋根上昇降用の梯子が設置されている。
- 塗装
  - 製造時は車体は薄黄色で窓下などの型帯および窓枠を黒として、側面窓下の中央に"BERNINA"の、乗降扉脇に"II"もしくは"III"の客室等級のレタリングが、前後運転室側面下部には形式名と機番の、正面貫通扉下部に機番のレタリングが影付きの飾り文字でそれぞれ入り、側面窓下中央のBERNINAの文字の下には座席定員が、乗降扉脇の客室等級表記の下には禁煙の表記とそれぞれの客室の座席定員が小さな文字で記入され、屋根および屋根上機器はライトグレー、床下機器と台車は黒であった。
  - その後各標記類はプレートに記入したものを車体貼付ける方式となり、側面窓下の中央に"Bernina-Bahn"、乗降扉脇に"II"もしくは"III"の客室等級と禁煙の表記、前後運転室側面下部には形式名と機番、正面貫通扉下部に機番のものが設置され、同時に車体型帯部の黒色部が車体上下裾部と側面窓下のみとなっている。
  - 1943年にベルニナ鉄道がレーティッシュ鉄道に統合された際にはまず側面窓下中央のベルニナ鉄道の社名のプレートが撤去されて代わりに"RhB"のレタリングが入れられ、その後1946年から1950年にかけて、後に事業用機に改造されたBCe4/4 6および9号機以外の車体塗装が変更されて下半分は濃緑色、上半分がクリーム色となり、標記類のプレートはすべて撤去されて形式名は側面窓下中央の社名のレタリングの下に移設され、乗降扉脇の客室等級表記がアラビア数字の小さいものに変更されたほか、正面貫通扉に入る機番も小さいものとなっている。なお、BCe4/4 3号機など一部機体は一時的に黄色車体のまま標記類のみこのタイプに変更されている。
  - その後1957年には3、7号機が車体が濃緑色のものに、1964年には11号機が車体が濃赤色で窓下に金色の細帯が、1等室窓上に黄帯が入るものに変更となっているが、いずれも標記類はほぼ従前のままとなっている。

### 走行機器
- 走行機器はAlioth製のもので主要機器は同時に製造されたFe2 51形電動貨車[9]、その後製造された準同形機のBCFe4 21-23形およびGe2形[10]電気機関車と共通の部品を使用しており、制御方式は抵抗制御式で直接制御となっている。また、ブレーキ装置は主制御器による発電ブレーキのほか、手ブレーキ、真空ブレーキ、電磁吸着ブレーキを装備している。
- マスターコントローラーは直列5段、並列4段、発電ブレーキ5段で、直列段では4基の直流直巻整流子電動機を2S2P、並列段では4Pに接続し、発電ブレーキでは界磁交換式の2S2Pに接続をする方式で、弱め界磁制御機能はなく、主抵抗器は5群、高速度遮断器は搭載せず、主回路保護は定格電流350 Aの電力ヒューズによるものとしている。主電動機は定格出力55 kWで4極、自然冷却方式ののAloth製Typ GTM65を4台搭載し、1時間定格速度21 km/h、牽引力57 kNの性能を発揮する。
- 列車用のブレーキ制御装置は列車用の真空ブレーキと電磁吸着ブレーキを制御する、ブレーキ弁と重連総括制御用の電気接点を併設した12段のブレーキ用のコントローラーを装備し、真空ブレーキ用ブレーキシリンダーは床下に台車毎に2基搭載、電磁吸着ブレーキは架線からの電力で台車毎に2基ずつ計4基搭載された電磁石を動作させる。
- 台車は軸距2000 mmの型鋼リベット組立式で、枕ばね、軸ばねともに重ね板ばね式であり、主電動機は1段減速の吊掛け式に装荷され、歯車比は4.50となっている。動輪は車輪径850 mmの松葉スポーク車輪、基礎ブレーキ装置は片押し式となっているほか、台車中央のレール面上部に電磁吸着ブレーキが装備されている。
- このほか、補機として電動真空ポンプを搭載するほか、ブレーキ制御、暖房、灯具類などはすべて架線電圧での直接動作としており低圧電源系統は装備していない。また、集電装置は琴形パンタグラフと呼ばれる大形のビューゲルを搭載している。

### 主要諸元
- 軌間：1000 mm
- 電気方式：DC 750 V 架空線式
- 最大寸法：全長13910 mm、全幅2500 mm、屋根高3410 mm
- 軸配置：Bo'Bo'
- 軸距：2000 mm
- 台車中心間距離：8000 mm
- 動輪径：850 mm
- 自重：29.0 t
- 定員：2等室座席12名、3等室座席31名
- 走行装置
  - 主制御装置：抵抗制御
  - 主電動機：Typ GTM 65直流直巻整流子電動機、4極、4台
  - 減速比：4.50
- 性能
  - 動輪周上出力：220 kW（1時間定格）
  - 牽引力：57 kN（1時間定格・21 km/h）、76.5 kN（最大）
- 最高速度：45 km/h
- ブレーキ装置：真空ブレーキ、発電ブレーキ、手ブレーキ、電磁吸着ブレーキ

### 改造
- 1935年にベルニナ線の架線電圧がDC750 Vから1000 Vへ昇圧されており、これに伴い1時間定格出力が265 kWとなっている。その他、各機の屋根上にSAAS[11]製の遮断器の設置や屋根上車端部への暖房用引通の電気連結器の設置、ビューゲルを上昇機構を小形化したチューリッヒ市電タイプと呼ばれるものに交換するなどの改造が行われているほか、車体側面の台枠部に覆いが設置されている。なお、これらの改造の実施状況は個別に差異があるものとなっている。
- 1935年のBCe4/4 7号機から電機品の更新改造が3、6-8、11、15号機の電機品の更新が行われ、主電動機を自然冷却式から自己通風式に変更、SAAS製で直列17段、並列13段、発電ブレーキ16段の多段式制御装置への更新、制御および発電ブレーキ用抵抗をリボン抵抗化して屋根上に移設している。これらの改造により自重は30.0 t、1時間定格出力は350 kWに増加している。
- 1955年9月22日にはBCe4/4 11号機の車体更新を行っている。これはBCe4/4 30号機で1953年に行われたものと同一の内容で、車体は木製骨組に木ネジ等による鋼板張りの構造のままであるが、外板は溶接構造のものとなったため継目部の帯板が側面窓下部のみとなったほか、同様に従来別部品であった窓枠も外板と一体となり外観がすっきりしたものとなっている。なお、その他の機体と異なり側面および前面窓の下部にもRが付いた形状となっているのが特徴である。なお、11号機はその後1969年には集電装置をビューゲル2基からシングルアーム式のパンタグラフ1基に変更をしている。

## ABe4/4 31-34号機

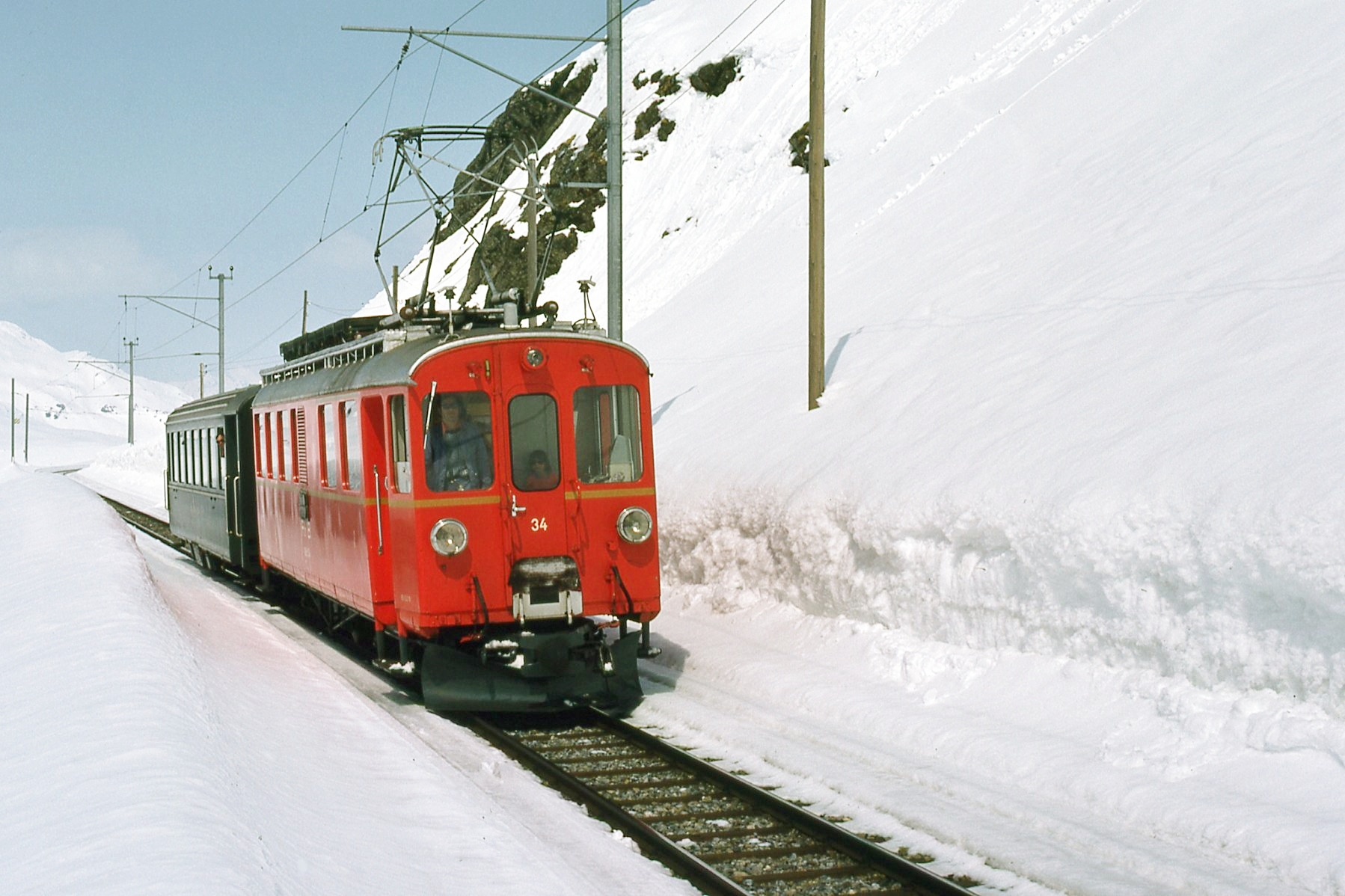
ABe4/4 34号機、1980年代前半、車体更新後、重連総括制御化改造前の姿

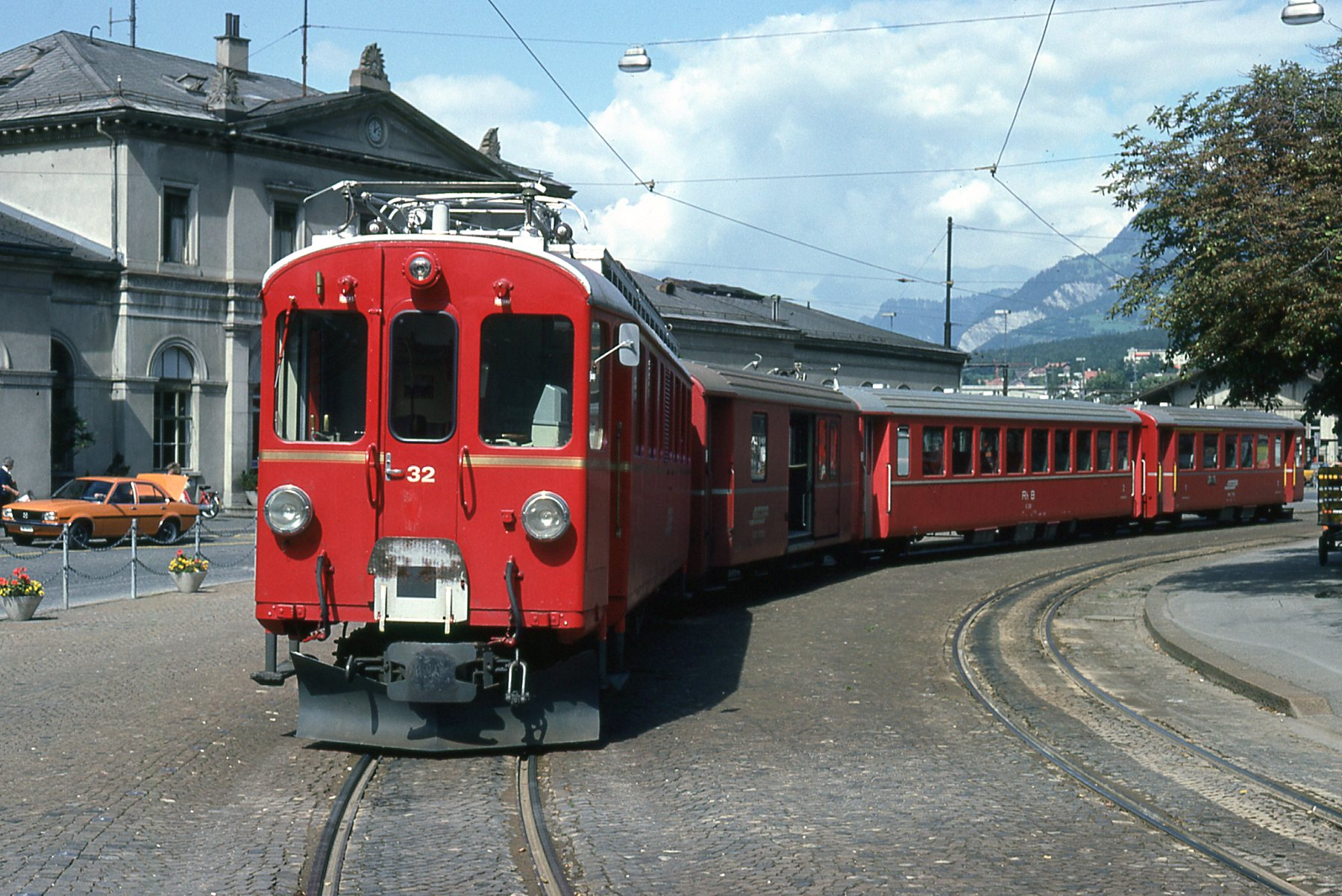
DC2200 Vのクール・アローザ線で運行されるABe4/4 32号機、1980年、併用軌道のクール市内

### 概要
- レーティッシュ鉄道では直流電化区間であるベルニナ線とクール・アローザ線の電車の運用の効率化を図ることとなり、ベルニナ線のBCe4/4 1...15形のうち、1、2、4、5号機の4両を1946、47年に主に夏季に輸送量の多いベルニナ線と冬季にも輸送量のあるクール・アローザ線の兼用機に改造したものがBCe4/4 31-34号機で、1956年の称号改正でABe4/4 31-34号機となったものであり、同様にBCe4/4 21-23形の22号機を改造したBCe4/4 30形電車と併せた計5両が複電圧機として使用された。なお、改造費は1両282,950スイス・フランであった。
- 主制御器はSAAS製の新しい間接制御式ものに変更となり、洗面所および隣接する3等室の座席1/2ボックス分と便所の長さを150 mm短縮した分とを機器室として搭載をしている。なお、旧洗面所部分の窓は埋められて、機械室隣接の3等室の客室窓は幅630 mmの狭いものとなっているほか、旧洗面所側には幅630 mmのルーバー付き窓が新設されている。主制御機は抵抗制御で架線電圧DC 1000 V区間では、直列段では主電動機を2S2P、並列段では4Pに接続し、DC 2200 V区間では直列段では4S、並列段では2S2Pに接続をする方式で、4S接続はベルニナ線での除雪列車推進時の低速運転用にも使用される。電気ブレーキは主電動機を界磁交換式の2S2Pに接続をする発電ブレーキのほか、主電動機を複巻電動機として使用する回生ブレーキを装備し、弱め界磁制御は引続き装備しない。また、主電動機は出力を99 kWに増強したMFO製のTyp T 405となって駆動装置も変更されて減速比が5.75となっている。
- このほか、ブレーキは自車用として空気ブレーキと電磁吸着ブレーキ、列車用として真空ブレーキを装備するものとなり、運転室のブレーキコントローラーを改造したほか、その横に入換用ブレーキのブレーキ弁を追加している。
- 補機類としては床下に電動真空ポンプと電動空気圧縮機と容量155 Lの空気タンク、DC 36 V出力の電動発電機と蓄電池を搭載し、屋根上には前位側に大形のパンタグラフを、中央部から後位側にかけて力行および発電ブレーキ用の主抵抗器はリボン抵抗のもの20ブロックを搭載、両車端部にはクール・アローザ線用の暖房用引通しの電気連結器を設置している。
- 塗装
  - 車体塗装はBCe4/4 1...15形と同様の濃緑とクリーム色、濃緑一色、濃赤色のものと変更になっている。
  - その後乗降扉が銀色、側面下部中央にRhBのマークが、側面右側車端部に形式名と機番が入るものに変更となり、屋根および屋根上機器はライトグレーもしくは銀色、床下機器と台車はダークグレーであった。
  - 1980年代以降は側面窓下の帯が銀、側面左側帯下に新しいRhBのマークとロゴが入るものとなった。車番および各種標記が側面右下に、客室等級は側面窓横に入っている。

### 主要諸元
- 軌間：1000 mm
- 電気方式：DC 1000 / 2200 V 架空線式
- 最大寸法：全長13930 mm、全幅2500 mm、屋根高3410 mm
- 軸配置：Bo'Bo'
- 軸距：2000 mm
- 台車中心間距離：8000 mm
- 動輪径：850 mm
- 自重：30.0 t
- 定員：1等室座席12名、2等室座席27名
- 走行装置
  - 主制御装置：抵抗制御
  - 主電動機：Typ T 405直流直巻整流子電動機、4台
  - 減速比：5.75
- 性能
  - 動輪周上出力：396 kW（1時間定格。25 km/h・ベルニナ線）、440 kW（1時間定格。22.5 km/h・クール・アローザ線）
  - 牽引力：56 kN（1時間定格）、102 kN（最大）
- 最高速度：55 km/h
- ブレーキ装置：空気ブレーキ、真空ブレーキ、発電ブレーキ、手ブレーキ、電磁吸着ブレーキ

### 改造
- 1958-65年には事故廃車となったABe4/4 33号機を除く3両が車体更新を行っている。これはBCe4/4 30号機で1953年に行われたものと同一の内容で、車体は木製骨組に木ネジ等による鋼板張りの構造のままであるが、外板は溶接構造のものとなったため継目部の帯板が側面窓下部のみとなったほか、同様に従来別部品であった窓枠も外板と一体となり外観がすっきりしたものとなっている。
- その後再度車体更新がなされて外板は全面的に溶接構造となって窓下部の帯板も撤去されたほか、従来R無であった窓下隅部にもRがついたが、同時に窓の天地寸法が5 mm小さい845 mmとなっている。
- 1986、87年には31、32、34号機がABe4/4 30号機とともに重連総括制御化改造を受けている。これは前位側の30号機もしくは31号機の後位側に32号機もしくは34号機が連結するもので、制御機の改造がなされたほか、30、31号機の後位側と32、34号機の前面には61極の電気連結器と入換用空気ブレーキの連結ホースが設置されている。

## ABe4/4 35-37号機

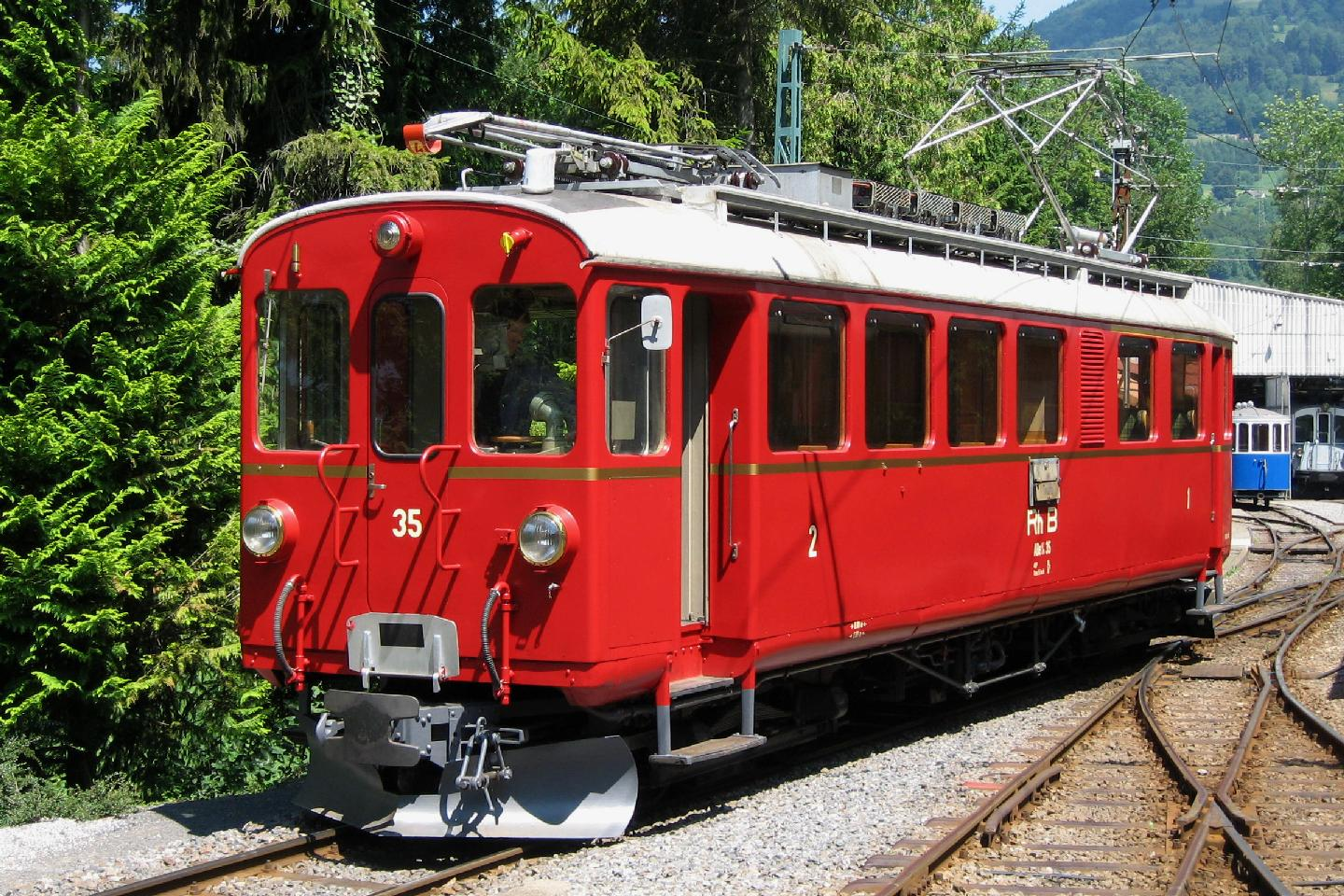
ABe4/4 35号機、ブロネイ-シャンビィ博物館鉄道で動態保存されている姿、車体更新、シングルアーム式パンタグラフ搭載後、1980年代前半までのものの復元塗装、2011年

### 概要
- ベルニナ線とクール・アローザ線の兼用機であるBCe4/4 31-34号機に引続いてBCe4/4 1...15形のうち電機品更新改造を実施していなかった10、12、14号機をBCe4/4 31-34号機と同等のベルニナ線専用機として1949-51年に改造費1両205,000スイス・フランで改造した機体がBCe4/4 35-37形で、後の1956年の称号改正によってABe4/4 35-37形となっており、同様にBCe4/4 21-23形の23号機を改造した機体がBCFe4/4 38形であり、こちらは後にBDe4/4 38形[12]となっている。
- 主制御器はABe4/4 31-34号機とは異なり、SAAS製の単位接触器を使用したMFO[13]製の間接制御式ものに変更となり、車体内は洗面所のみを機器室へ転用し、床下は機器の増設のために台枠下部のトラス棒をキングポストからクイーンポストに変更している。なお、旧洗面所部分の窓がルーバー付き窓に変更されており、ABe4/4 31-34号機と異なり2等室座席定員はBCe4/4 1...15形と同じ31名のままとなっている。主制御機は抵抗制御で直列段では主電動機を2S2P、並列段では4Pに接続するもので、電気ブレーキは主電動機を界磁交換式の2S2Pに接続をする発電ブレーキのほか、主電動機を複巻電動機として使用する回生ブレーキを装備し、弱め界磁制御は引続き装備しない。また、主電動機はABe4/4 31-34形のものより若干出力を増強して110 kWとしたTyp T 405bとなっており、駆動装置はABe4/4 31-34号機と同じ減速比が5.75のものとなっている。なお、ABe4/4 31-37形およびABe4/4 30形、BDe4/4 38形の主電動機換装によって発生したTyp GTM 65のうち一部はベリンツォーナ・メソッコ線のABDe4/4 451-455形電車の451-453号機の出力増強用に使用されたほか、電気式ディーゼル架線作業車のXm2/2 9914形[14]およびXm2/2 9915形[15]に使用されている。
- このほか、ブレーキは自車用として空気ブレーキと電磁吸着ブレーキ、列車用として真空ブレーキを装備するものとなり、運転室のブレーキコントローラーを改造したほか、その横に入換用ブレーキのブレーキ弁を追加している。
- 補機類としては床下に電動真空ポンプと電動空気圧縮機と容量155 Lの空気タンク、DC 36 V出力の電動発電機と蓄電池を搭載し、屋根上には前位側に大形のパンタグラフを、中央部には力行および発電ブレーキ用のリボン抵抗の主抵抗器8ブロックを搭載、後位側には従来と同じビューゲルを搭載している。
- 車体塗装はABe4/4 31-34号機と同様となっている。

### 主要諸元
- 軌間：1000 mm
- 電気方式：DC 1000 V 架空線式
- 最大寸法：全長13930 mm、全幅2500 mm、屋根高3410 mm
- 軸配置：Bo'Bo'
- 軸距：2000 mm
- 台車中心間距離：8000 mm
- 動輪径：850 mm
- 自重：30.0 t
- 定員：1等室座席12名、2等室座席31名
- 走行装置
  - 主制御装置：抵抗制御
  - 主電動機：Typ T 405b直流直巻整流子電動機、4台
  - 減速比：5.75
- 性能
  - 動輪周上出力：440 kW（1時間定格、28 km/h）
  - 牽引力：57 kN（1時間定格）、73 kN（最大）
- 最高速度：55 km/h
- ブレーキ装置：空気ブレーキ、真空ブレーキ、発電ブレーキ、手ブレーキ、電磁吸着ブレーキ

### 改造
- BCe4/4 30号機やABe4/4 31-34形と同一の車体更新工事が1968-75年に実施されており、その後再度車体更新がなされて外板は全面的に溶接構造となったのも同様である。
- ビューゲルは後にシングルアーム式のパンタグラフに交換されている。

## Xe4/4 9920形、9921形、9923-9924形

### Xe4/4 9920形
- BCe4/4 9号機が1951年1月3日にアルプ・グリュム付近で雪崩により全損したものを1953年に事業用車として復旧したものである。
- 車体は台枠以外は新たに製造されたもので、基本的なスタイルは原形どおりであるが、側面は前後の乗降口のほか中央部に幅1000 mmの機材搬出入用の片引戸を設置したほか、窓は幅480 mmの狭幅のものを片側4箇所ずつおよび便所部にのみ設置しており、前後の乗降扉は階段状の乗降ステップの分外板より奥に設置されている原形とは異なり、乗降ステップが垂直で扉が外板に沿って設置されている。また、前面、側面窓は原形では上隅部はR付きであったが本機では四隅ともR無しとなっている。
- 室内には原形と同じ位置に便所が設置され、洗面所部は機器室、その前位側が長さ3200 mmの、後位側は5640 mmの機材室となっており、レール方向に設置された折畳式のベンチが設置されるほか、前位側の室内には暖房、作業着用ロッカーが、後位側には作業台が設置されている。
- その他屋根や床下、台車については原形通りであるが台枠のトラス棒のみキングポストからクイーンポストに変更されている。また、走行機器類は電機品更新がされたものとなっており、集電装置はチューリッヒ市電タイプのビューゲルで屋根上には力行および発電ブレーキ用の抵抗器が設置されている。
- 塗装は改造時は車体は濃緑色をベースに側面下部中央に"RhB"のレタリングとその下部に形式名と機番が、正面貫通扉に機番が入るものとなった。その後1965年には車体が濃赤色となり、さらにその後には事業用機の標準塗装の変更に伴い、車体がオレンジ色をベースに車体側面下部左側に新しいレーティッシュ鉄道のマークが、右側に機番と形式名が、正面右側前照灯上部に機番が入るものとなっている。屋根および屋根上機器はライトグレーもしくは銀、床下および台車はダークグレーとなっている。
- 1968年には集電装置がビューゲル2基からシングルアームタイプのパンタグラフ1基を後位側屋根上に設置するものとなり、抵抗器の配置が変更されているが、本機は真空ブレーキ機でパンタグラフを空気下降することができないため、下げひもで降下させる方式となっている。なお、その他電機品は1998年の廃車時まで大きくは改造されず、主電動機はTyp GTM 65、ブレーキも真空ブレーキのままであった。

### Xe4/4 9921形
- Xe4/4 9921号機はBCe4/4 6号機を1960年に事業用車に改造したものであり、外観および走行機器は原形のまま、内装のみを変更している。客室は座席等をすべて撤去してレール方向に折畳式のベンチを設置しており、前位側の旧1等室側は長さ1600 mmのものを左右に、後位側の旧2等室側は長さ4040 mmのものを片側に、1300 mmのものと1940 mmのものを反対側に設置している。
- 塗装はXe4/4 9920形の濃赤色のものと同一の塗装であった。

### Xe4/4 9923-9924形
- ベルニナ線ではもとクール・アローザ線の患者輸送車のDk 3503号車[16]を1960年に改造した救援車であるX 9004号車をポスキアーヴォ駅常駐としてXe4/4 9920形などで牽引して使用することとしていたが、これをABe4/4 51-56形の増備によって余剰となったABe4/4 31-37形を改造した救援電車で置き換えることとなり、ABe4/4 37号機と36号機を1997、98年に改造した機体がXe4/4 9923号機および9924号機である。
- 車体は車体中央の旧2等室窓一箇所分を機材の積降用のクレーンを装備したプラグドア式の機材搬出入口として、車体後位側の旧2等室に棚等を設置して工作機械や復旧機材を搭載する機材庫とし、車体前位側の旧1等室に作業着用ロッカーなどを設置している。また、床下にも機材搭載用の機器箱を設置しているが、走行機器類は原形のままとなっている。
- 塗装は事業用車標準の、車体がオレンジ色をベースに車体側面下部左側にレーティッシュ鉄道のマークが、右側に機番と形式名が、正面右側前照灯上部に機番が入るもので、屋根および屋根上機器はライトグレーもしくは銀、床下および台車はダークグレーとなっている。

### 主要諸元
- 軌間：1000 mm
- 電気方式：DC 1000 V 架空線式
- 最大寸法：全長13910 mm（9920-9921）13930 mm（9923-9924）、全幅2500 mm、屋根高3410 mm
- 軸配置：Bo'Bo'
- 軸距：2000 mm
- 台車中心間距離：8000 mm
- 動輪径：850 mm
- 自重：
  - 9920：31.0 t
  - 9921：29.0 t
  - 9923-9924：30.0 t
- 走行装置
  - 主制御装置：抵抗制御
  - 9920-9921
    - 主電動機：Typ GTM 65直流直巻整流子電動機、4極、4台
    - 減速比：4.50

  - 9923-9924
    - 主電動機：Typ T 405b直流直巻整流子電動機、4台
    - 減速比：5.75
- 性能
  - 9920-9921
    - 動輪周上出力：308 kW（1時間定格）
    - 牽引力：57 kN（1時間定格、21 km/h）、76.5 kN（最大）
    - 最高速度：45 km/h

  - 9923-9924
    - 動輪周上出力：440 kW（1時間定格・28 km/h）
    - 牽引力：57 kN（1時間定格）、73 kN（最大）
    - 最高速度：55 km/h
- ブレーキ装置
  - 9920-9921：真空ブレーキ、発電ブレーキ、手ブレーキ、電磁吸着ブレーキ
  - 9923-9924：空気ブレーキ、真空ブレーキ、発電ブレーキ、手ブレーキ、電磁吸着ブレーキ

## 運行・廃車

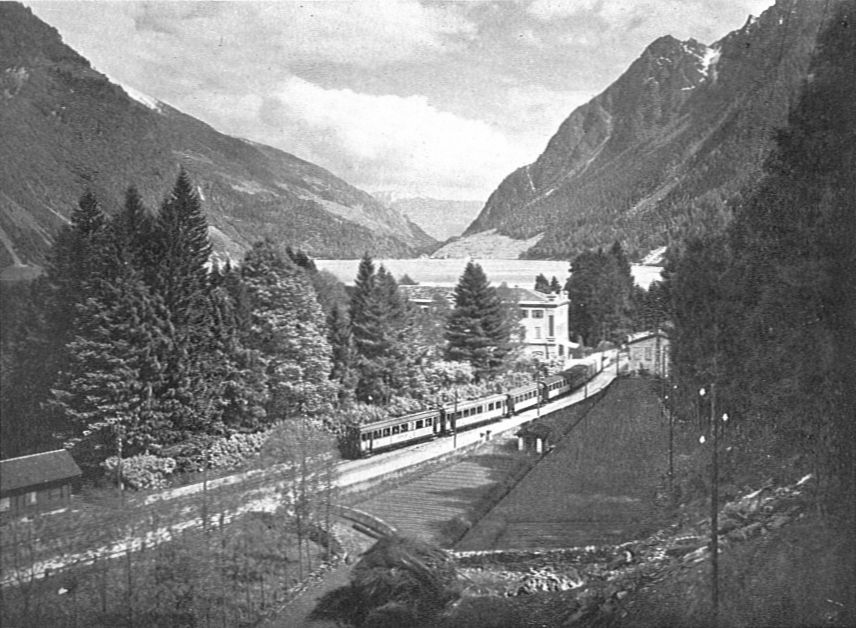
BCe4/4 1...15形の重連が牽引する列車、レ・プレセ駅とポスキアーヴォ湖付近、1927年

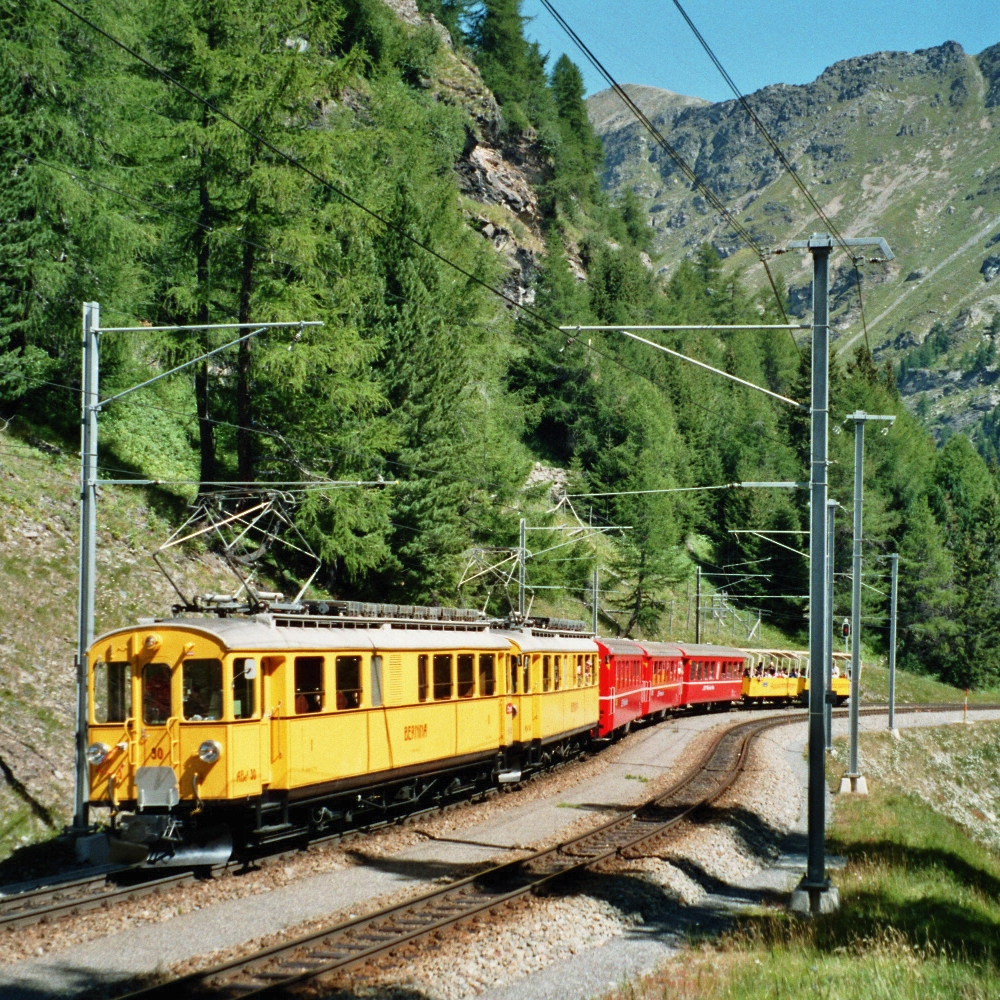
準同形機のABe4/4 30号機と編成を組むABe4/4 34号機、ベルニナ鉄道時代の復元塗装機、アルプ・グリュム駅

- ベルニナ鉄道として開業したレーティッシュ鉄道ベルニナ線はサンモリッツからイタリアのティラーノ間の全長60.69 km、最急勾配70パーミル、最急曲線半径45m、最高高度2253 m、高度差1824 mの山岳路線である。

- 本形式は製造後一貫してベルニナ線で旅客列車、貨物列車の牽引に使用されている。ベルニナ線では一時本線用の電気機関車2両を運用していたこともあるが、基本的には電車が客車および貨車を牽引する列車が主力となっている。なお、勾配及び曲線等によって牽引トン数が下表のとおり定められている。

| 区間                                     | 最急勾配   | BCe41-14単機 | ABe4/4 31-37単機 | ABe4/4 31-37重連 |
| ---------------------------------------- | ---------- | ------------ | ---------------- | ---------------- |
| サンモリッツ-ポントレジーナ-サンモリッツ | 38パーミル | 40 t         | 70 t             | 110 t            |
| ポントレジーナ-オスピッツォ・ベルニナ    | 70パーミル | 23 t         | 40 t             | 60 t             |
| オスピッツォ・ベルニナ-ティラーノ        | 70パーミル | 60 t         | 60 t             | 70 t             |
| ティラーノ-カンポコローニョ              | 70パーミル | 26 t         | 40 t             | 60 t             |
| カンポコローニョ-オスピッツォ・ベルニナ  | 70パーミル | 20 t         | 40 t             | 60 t             |
| オスピッツォ・ベルニナ-ポントレジーナ    | 70パーミル | 70 t         | 70 t             | 120 t            |

1. ↑  貨物列車は100t

- 本形式は通常の営業列車のほか冬季の除雪列車などの事業用および工事用列車の牽引などにも使用されている。なお、ベルニナ線では通常の除雪列車は活線下で電車もしくは電気機関車と除雪車を使用して運行されており、X 9131形、L 6049形、X9126-9129形などのラッセル車やXrot e 9215形およびXrot et 9218-9219形電気ロータリー除雪車やXrot d 9213-9214形蒸気ロータリー除雪機関車の推進およびX 9132形マックレー車の牽引に本形式も多く使用されているほか、Xk 9141-9147形ラッセルヘッドを連結した旅客列車等でも運行されている。
- ABe4/4 31-34号機はクール・アローザ線でも使用されているが、この路線はスイス最古の都市クールから著名な避暑地でありスキーリゾートであるアローザ間での全長25.7 km、最急勾配60パーミル、最急曲線半径60 m、最高高度1739 m、高度差1155 mの山岳路線である。なお、勾配及び曲線等によって牽引トン数が下表のとおり定められている。

| 区間                | 最急勾配   | ABe4/4 31-34単機 | ABe4/4 31-34重連 |
| ------------------- | ---------- | ---------------- | ---------------- |
| クール-Depot Sand   | 40パーミル | 55 t             | 100 t            |
| Depot Sand-アローザ | 60パーミル | 45 t             | 85 t             |
| アローザ-クール     | 60パーミル | 95 t             | 110 t            |